# Torre musulmana de Silla
La torre musulmana de Silla es una edificación defensiva musulmana situada en Silla (Valencia), esta edificación es el único signo testimonial que queda en pie del antiguo castillo de la localidad, el cual está edificado sobre la base de sillares romanos situado junto al patio del ayuntamiento, en la plaza del pueblo. En el momento de su creación, su función era defender a la población de los posibles ataques enemigos y, por otro lado, también servia como refugió para la población. Aunque posteriormente también ha presentado otras funciones como es el caso de prisión y como almacén donde guardavan las semillas de las cosechas, además de objetos de valor o viandas. 
Es un bien de interés cultural con número de registro ministerial R-I-51-0004662 de fecha 18 de junio de 1982.

## Contexto histórico
Alrededor del siglo VIII las tierras valencianas experimentaron un fenómeno peculiar, ligado a una gran transformación que se dio en la mayor parte de las tierras de la península ibérica. Podemos ver entonces un amplio proceso de islamización el cual fue el resultado de la conquista musulmana, proceso el cual se estableció y se arraigó en amplias zonas de la región, proceso que no fue eliminado del todo ni siquiera después de las conquistas cristianas. A diferencia de lo que se suele pensar, la conquista de la región de Valencia se realizó más que por tratados y pactos de rendiciones que por acciones violentas, asumiéndose así de manera pacífica los valores del Islam, de la misma manera que también lo hicieron la mayoría de las ciudades hispánicas mediterráneas dejando así huellas y rastros imborrables del pasado. 
Sin duda alguna, una de estas huellas de la presencia musulmana en la región valenciana puede ser la reconocible torre de Silla, aunque esta no fue la única construcción que se realizó pudiendo destacar así también las edificaciones pertenecientes a Torrente o Paterna. Estas torres se caracterizan por su base cuadrada con alturas proporcionales entre los 3 y 26 metros. Estas construcciones fueron el punto neurálgico y de concentración de los asentamientos humanos de un circuito defensivo y amurallado.
De manera cronológica es difícil precisar el momento en el que fueron construidas estas edificaciones por los musulmanes con esta finalidad defensivo-ofensiva, aunque fue a partir de finales del siglo XI cuando estas construcciones proliferaron, principalmente en un contexto de debilidad almorávide. En la segunda mitad del siglo XII se construyeron muchas otras, puesto que el amenazante peligro catalano-aragonés aumentó de manera considerable, de tal manera que cuando Jaume I, a principios del siglo XIII, empezó a conquistar las taifas valencianas, el paisaje defensivo con el que se encuentra era estratégicamente delimitado por este tipo de construcciones, puesto que las torres son uno de los últimos reductos defensivos. La torre de la huerta sud y todo su conjunto fortificado nacieron no solo por la necesidad defensiva de la población de los alrededores, sino por su proximidad a la capital, Valencia, y por lo tanto como parte integrada de un cinturón de seguridad de la ciudad, formado, entre otros por localidades como Museros, Moncada o Paterna. Estas fortificaciones indican, de manera indirecta, una estructura sociopolítica diferente a la Europa feudal.

## La torre de Silla
La localidad valenciana de Silla, como resultado respecto su situación geográfica, constituyó unos de los puntos neurálgicos por lo referido a la defensa de la capital, es por lo cual encontramos en su núcleo urbano una torre de planta cuadrada que habla de un pasado musulmán.
El principal objetivo de esta construcción, la cual se caracterizó por ser una construcción de tipo tapial, en combinación con la resta de los bastiones de la huerta, era la de comunicarse cualquier tipo de eventualidad. Sus emplazamientos, los cuales estaban no muy distantes, les permitían transmitir cualquier noticia por todo el territorio en poco tiempo, mediante señales de humo durante el día y de fuego durante la noche. Aunque a pesar de esto, su función principal era la de defensa, así lo dejó establecido también Jaime I en su crónica dirigiéndose a sus nobles, refiriéndose a este sistema defensivo: 
```
«… 
Las torres hi son de València son en semblança d´ull home, car aquelles torres guarden a València de pendre mas moltes vegades que el pendria…
».
```

La torre en sí tenía, a su misma vez, otra misión además de ser el último refugio: guardaba las joyas, oro y objetos de valor.
Su estado actual forma parte de un paralelepípedo rectangular de 13 metros de base y 13.75 de altura, que deja patente así el continuo rebajamiento que ha sufrido a lo largo de los años, encontrándose en la actualidad en el patio central del Ayuntamiento, al cual se une por el costado del este. Las edificaciones con las que está adosada desfiguraban sus costados exteriores y eliminaron el ligero talud que ofrecen este tipo de edificaciones. La construcción presenta así dos plantas y una terraza donde el acceso a su interior se hace por medio a una puerta flanqueada por sillares (de 1,95 x 0,85 m.), situada a una altura de 4,25 metros, a la cual se accede por otra escalera de mano y a través de un corredor (2,40 x 1,30) que traviesa el amplio del mismo, por donde se accede a la primera planta, la cual presenta una forma casi cuadrada ( de 7,5 m de costado), donde se distribuyen tres galerías cubiertas con vuelta: las dos laterales, de 1,5 m de amplio, y la central, un tanto más pequeña, de 1, 35 m.
Adosado al muro este de a torre, las excavaciones realizadas dejaban al descubierto ligeras construcciones que también aparentan haber existido en otras torres, como ha estudiado A. Bazana, el cual establece la hipótesis que podría tratarse de fortificaciones parecidas a las ubicadas en la Agadir bereberes, sirviendo así a su misma vez de graneros y de refugio para las comunidades rurales.
No se observa ningún tipo de edificación con un claro destino señorial, ni tampoco identificables con una residencia permanente.
Evidentemente las torres van a ser menos fuertes que los castillos o las villas fortificadas y las defensas que acababan de verse son insuficientes para sostener un ataque importante y largo. De toda manera, defendidas por los civiles, bien por militares, constituyeron obstáculos importantes que requerían ciertos días de asedio y la utilización de maquinarias para la guerra.

## Evolución urbanística de la torre

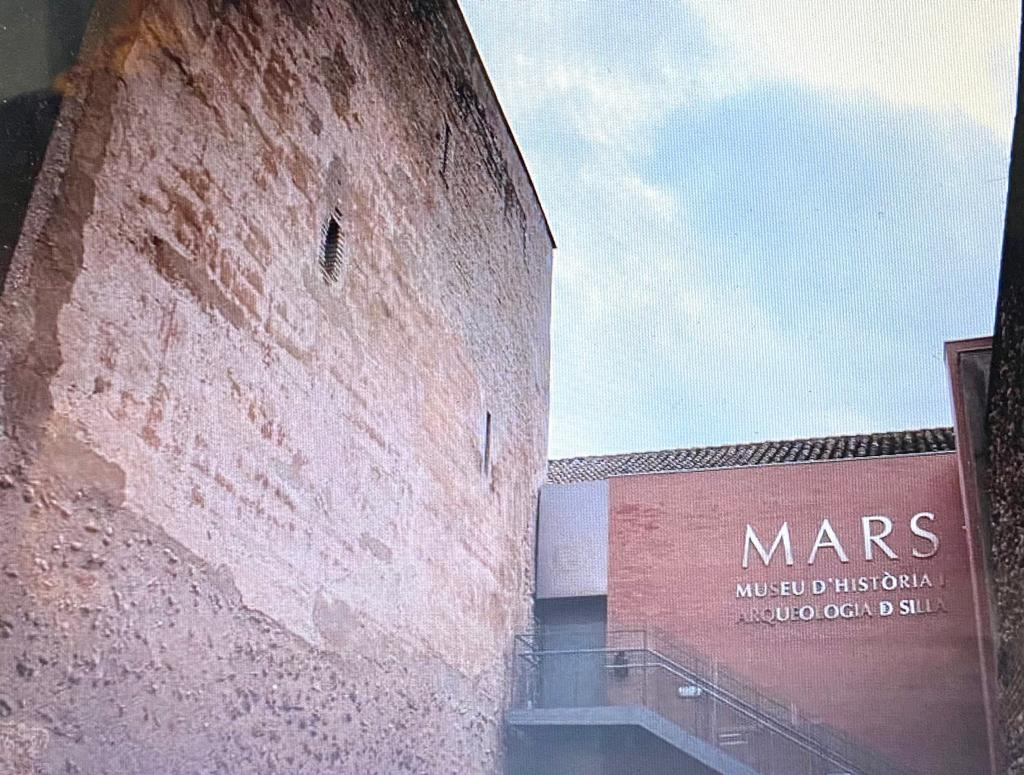
imagen de la torre adosada al Museo de Historia y Arqueología de Silla.

Con el paso de los años la torre originaria cambió su estilo sarraceno y adaptándose en función de las nuevas necesidades estructurales que la localidad necesitase. Actualmente la construcción se encuentra envuelta dentro del edificio del ayuntamiento entre la plaza de la localidad y la calle Cavallers. En los últimos años, se ha incorporado a la torre el Museo de Historia y Arqueología de Silla (MARS), lugar donde se recogen toda una serie de objetos pertenecientes a las excavaciones arqueológicas de la ciudad pudiendo destacar así elementos de las villas romanas como también de la alquería Andalusí.
De manera progresiva al lado de este núcleo principal se fueron adosando otros edificios en función de las actividades imprescindibles para la subsistencia de los sarracenos (como es el caso de un granero, molino o un horno), además de las posteriores construcciones realizadas por los conquistadores en querer controlar toda la producción agraria y la transformación de cosechas sometidas a renda.

### Colonización cristiana
Durante la etapa previa a la llegada de los primeros cristianos a la localidad, la administración del castillo iba destinada a gestionar la explotación agrícola. Gracias a la documentación rescatada por actuaciones burocráticas de la época (letras notariales, contratos de alquiler…) podemos estimar las actividades de una incipiente industria. La primera constancia de una administración cristiana fue durante los años 1239-1318 bajo las órdenes de la orden del hospital que gestionaba la incipiente actividad ‘industrial’ de la misma manera que la torre se utilizó como granero.
Una vez consolidada la repoblación cristiana, la orden debió de hacer frente a las demandas de una exponencial actividad agrícola, motivo por el cual en el año 1317 se realizó una ampliación en las instalaciones edificando una nueva almazara. Fue en el 1319 cuando Silla vivió un cambió de dominio feudal a favor de la orden de Montesa convirtiendo así la torre en el escenario para la liturgia correspondiente a la presa de posesiones y entrega de llaves.
La torre no volvió a protagonizar grandes episodios de protagonismo hasta el 1347-48 durante las conocidas como Guerras de la Unión, momento en el cual sirvieron como refugió para ciertos sectores de la sociedad, de esta manera lo relata Josep Antich: 
```
Los conflictos provocarán nuevos episodios de armas en nuestro pueblo, donde las clases más desfavorecidas asaltarán por la fuerza el castillo de Silla poniéndolo a disposición de los nobles valencianos opositores al rey. Pero a pesar de la derrota de los rebeldes y la consecuente represión fiscal del comendador de Montesa (fiel aliado en la corona), todo se va solucionar con una sanción económica de 6.000 sueldos, sin tener ninguna noticia de enfrentamientos directos con el ejército real. Pero en cambio sí que tenemos una clara reseña edificatoria, está situada al contexto de la primera “guerra de Castilla” motivada por sus reivindicaciones de fronteras (1356-1375). De este periodo es muy conocida una disposición de Pedro IV, por la cual, después de construir el segundo muro defensivo de la ciudad de València, el denominado actualmente “muralla cristiana”, se ordena mediante un mandamiento real librado al Maestro de Montesa, fortificar los lugares de Sueca y Silla… quizás para reparar los destrozos habidas en combate, pues sabemos que el ejército castellano desembarcó a Gandia, haciendo que necesariamente tuviera que transitar por esta ruta poco antes de asediar el jefe y casal; o bien simplemente en previsión de futuras incursiones enemigas.
```

Las nuevas infraestructuras defensivas tuvieron lugar en el año 1376 presentando unas mejoras de las instalaciones presentes y la elevación de un nuevo muro de piedra perimetral con un foso. De esta manera quedaba conformado el primer núcleo urbano medieval dentro del castillo.

### SigloXVII
Las infraestructuras comunitarias cayeron en desuso con el tiempo como resultado quizás de la descentralización física de los monopolios señoriales que se vieron reflejados en un serio deterioramiento del castillo. Su administración llevada a cabo por entonces por la orden de Montesa no presto gran relevancia a las instalaciones que en la actualidad precisaban de mano de obra para su mantenimiento. La torre estuvo en el centro del poder social, el castillo que en un pasado sirvió como refugio ahora era más lo contrario, el interior de la torre sirvió como prisión. Con el tiempo, las edificaciones presentaban una gran cuantiad de deficiencias hasta que en el año de 1640 cambió de manos en favor de Na Caterina de Moncada, hija del Marqués de Aytona que recibió la rendas de Silla como obsequio, de esta manera lo relata Josep Antich:
```
El 22 de diciembre de 1640 se presenta en el pueblo una comitiva armada encabezada por el procurador de la doncella, Joan Francesc Andreu, acompañado de escribiente y notario para recibir oficialmente las actas de sumisión y protocolo, encontrándose un pueblo medio vacío donde solo acudieron 25 personas en el llamamiento señorial, a pesar de estar sin trabajo al término al ser pleno invierno.
```

Fue durante este contexto en el cual el recinto del castillo experimentó una reforma radical para su adaptación como hospedaje nobiliario con funciones de edificio consistorial.
Esta diferenciación no resultaba tan solo una barrera física entre el sector campesino del pueblo y la elite nobiliaria que frecuentaba el castillo, sino también una fuente de disputas políticas que en algunos casos comportaron auténticas revueltas sociales por la utilización de la infraestructura industrial del castillo sujeta a cargas arenzalarias.

### SigloXVIII
En las cercanías del año 1700, la población se desarrolló alrededor de la torre. Esta antigua fortificación militar mostraba ahora reformas en sus dependencias respecto del siglo pasado con la incorporación de elementos plenamente industrializados (incorporación de nuevas maquinarias). En esta época, la torre hacia sus tradicionales funciones de granero, de prisión y no se alquilaba a su conjunto dado por sus usos comunitarios. Otros edificios se fundarían al lado del mismo castillo complementando las funciones administrativas que ofrecía la plaza de pueblo.

### SigloXIX
Conformada de manera oficial en la plaza del pueblo, las infraestructuras viejas del castillo sufren un abandono de sus actividades y su consecuente expropiación.
Durante la primera mitad del siglo, el edificio permaneció en desuso (exceptuando la prisión de la torre y los habitáculos nobles) y el nuevo ayuntamiento resultaba insuficiente para atender el crecimiento demográfico del municipio. El antiguo castillo fue abandonado hasta ahora en la práctica, se utilizó de manera eventual como lugar para disponer a miembros que trabajasen como funcionarios públicos o la guardia civil. Además, existe constancia de una parida presupuestaria con el fin de adaptar las antiguas infraestructuras como centros de ensañamiento público, aunque con la negativa por parte del gobernador en sostener los gastos, la torre se puso en subasta siendo así adquirida de manera privada por Batiste Antich (aunque en el momento de la verdad este fue un postor intermedio por decisión municipal, el cual transfirió de manera inmediata al Ayuntamiento la propiedad por el mismo valor).

### SigloXX
La antigua infraestructura medieval perdió su identidad debido quizás por el resultado de ser considerado un peligro potencial, las nuevas reformas proyectan la función del nuevo edificio del ayuntamiento con una estructura muy parecida a la que conocemos en la actualidad. En su alrededor se edificaron dependencias públicas como es el caso de escuelas o juzgados que conformaban una estructura que enclaustraba la torre en un patio interior.
En el 1957 se hace más que evidente el mal estado en el que se encuentra la torre llegando a producirse ciertos desprendimientos como resultado de las constantes lluvias de la importante riada que tuvo lugar. Delante de esto, el arquitecto municipal emitió un dictamen que recomendaba su demolición por la cual se dieron por iniciados una serie de trámites para declara la edificación en la ruina. Las actas de la comisión provincial de monumentos históricos evidencian la aún permanencia de debate sobre la intención de “salvar la torre”.
Fue durante la administración de la alcaldía de Roberto Brocal Olmos (1969-1979) cuando surge la propuesta de acondicionar y remodelar el conjunto de las infraestructuras rehabilitando la torre y derruyendo el edificio principal del ayuntamiento para hacerla visible desde la plaza. El proyecto quedó en el aire y lo único que se hizo fue una reconstrucción de nuevas estructuras que reforzaran las anteriores.

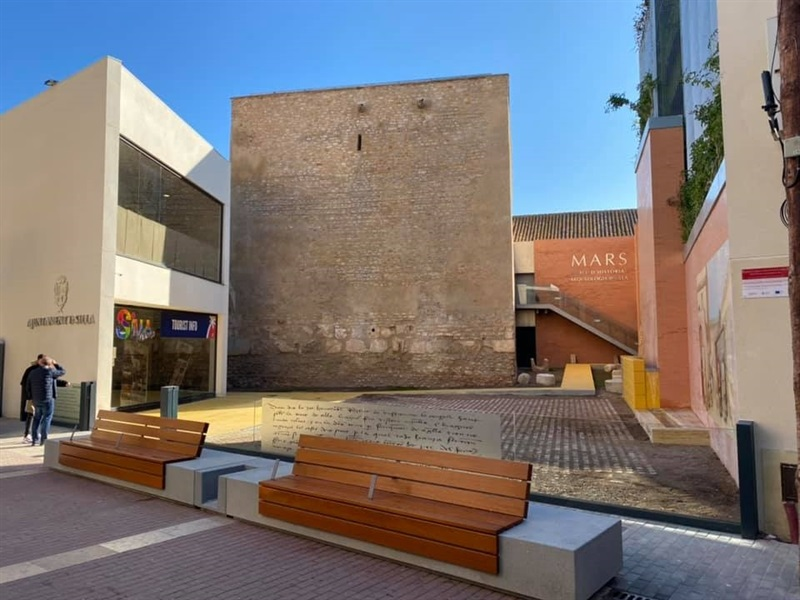
Torre musulmana de Silla después de su rehabilitación en el 2018.

### SigloXXI
Ha sido durante la gobernanza de la alcaldía de Vicent Zaragozà el que autorizó la destrucción de las infraestructuras construidas durante las etapas anteriores y querer mostrar e incorporar la torre musulmana del siglo XII, más el Museo de Arqueología e Historia al espació público del centro municipal, una idea que forma parte del plan de integración del distrito histórico de la localidad para la creación de un foro ciudadano. El proyecto incorporó también la rehabilitación de los espacios de la torre así como una nueva administración que ofrezca un horario de visitas al público. La torre y el museo conforman así el centro turístico de la ciudad de Silla.
Las obras fueron iniciadas de manera oficial el 20 de marzo de 2018 y contó con un presupuesto inicial de 100.000 euros con una fecha de finalización estimada antes de febrero del 2019.

## Reseña literaria
Sin duda alguna podemos destacar que la reseña literaria más importante donde podemos reflejada la torre de Silla la vamos a poder ver en el famoso Llibre dels fets, obra que para su realización presentó una gran importancia el soberano Jaume I, de la misma manera que también la tuvo los diversos relatos locales de la época con el objetivos secundarios para prender la capital de Valencia. 
De la mima manera se puede destacar también así las menciones de la torre en las pertenecientes crónicas del notario Rafael Martí de Viciana el cual además de las descripciones de la torre las acompaña con una serie de ilustraciones de la infraestructura con una serie de características diferentes a las establecidas en la actualidad. 
```
A lo largo de la obra, el autor reproduce gran cantidad de escudos de armas, imágenes de santoral y otros grabados totalmente coincidentes con la realidad, no tenemos que olvidar que era notario de profesión, hecho que le presupone al menos cierta “rigurosidad” documental.
```

## Excavaciones alrededor de la torre
En el caso de las grandes localidades como es el caso de Silla, Paterna o Torrente estas eran localidades importantes, debido a su dependencia en función a la capital, se podían considerar como alquerías, y por su importancia como villas. 

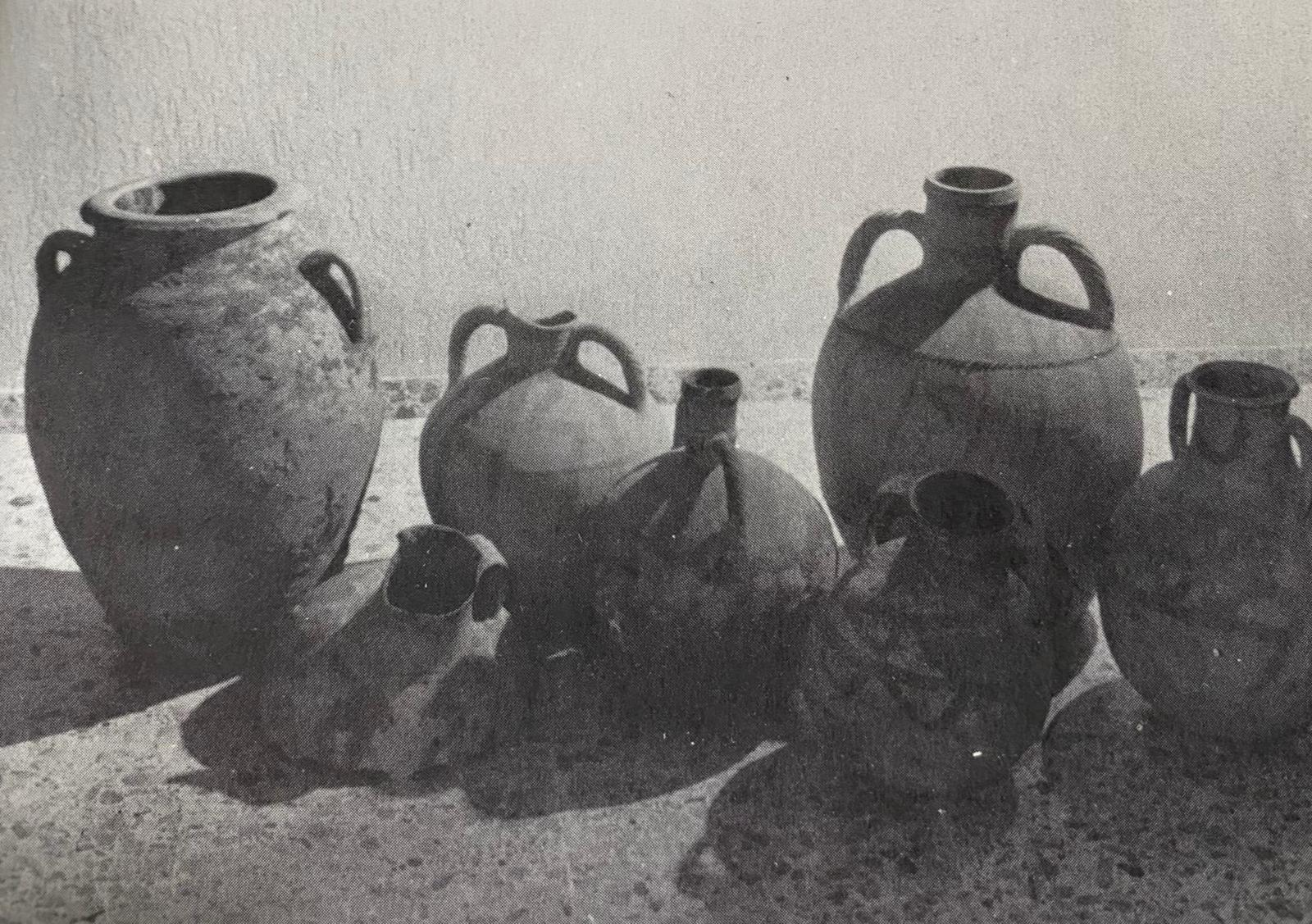
Cerámicas musulmanas encontradas alrededor de la torre de Silla durante las excavaciones de 1979.

Los conceptos villa y castrum hacían referencia respecto una idea mental clara y sólida: la de una torre o fortificación, la cual era un punto fulminante alrededor de la propia actividad de la comunidad, por lo que en algunas zonas de su alrededor hemos podido encontrar ciertos vestigios de esta economía, así además como también el papel de las dependencias anexas, por lo referido al almacenamiento de diversos productos, son buena muestra todos estos hallazgos realizados durante las excavaciones alrededor de la torre en el año 1979. Fue durante estas excavaciones cuando salieron a la luz un corte de graneros (concretamente cinco) con diversidad de recipientes para su transporte y conservación tanto de líquidos como también de grano. Las formas representadas van a ser, en su totalidad musulmanas, y por su tipología, de una cronología avanzada. Algunas de sus piezas presentan una decoración lineal en la que se repiten los mismos motivos con las variaciones lógicas propias de una mano poco hábiles en la técnica del dibujo. Esta decoración es propia de las tribus bereberes norte africanas por la utilización sistemática del oxido de hierro y del manganeso en la decoración. En el granero donde se va a encontrar la parte más importante de estos recipientes se va a dar a conocer como « silo I». los últimos años por parte de los historiadores han tenido un especial interés en querer estudiar la temática relacionada con nuestro pasado musulmán y está siendo especialmente ahora cuando esta civilización está empezando a despertar un cierto interés por parte de los historiadores, civilización la cual estuvo presente durante más de quinientos años en tierras valencianas. 